# Chasmatonotus fascipennis
Chasmatonotus fascipennis är en tvåvingeart som beskrevs av Daniel William Coquillett 1905. Chasmatonotus fascipennis ingår i släktet Chasmatonotus och familjen fjädermyggor. Inga underarter finns listade i Catalogue of Life.